# Batura Muztagh
O Batura Muztagh (em urdu:  بتورا موز تاغ) é uma subcordilheira da Cordilheira Karakoram. Está localizada no vale de Gojal, no distrito de Hunza, na província de Gilgit-Baltistão, no norte do Paquistão.
É a sub-cordilheira mais ocidental do Caracórum, indo da vila de Chalt no vale de Bar, no leste, até Kampir Dior, no vale de Kurumbar, no oeste, e separam o a cordilheira do Hindu Raj do Caracórum. Nela está localizado o Muchu Chhish, o segundo pico mais alto do mundo a nunca ter sido escalado.